# The Airship
The Airship — дебютный студийный альбом, выпущенный музыкальным проектом Port Blue на лейбле Port Blue Productions 13 сентября 2007 года.

## Об альбоме
Музыкальный ресурс The Silent Ballet даёт следующую характеристику этого альбома:

«"The Airship" являет собой хороший вкус непринуждённой, расслабляющей музыки. Не слишком ограничиваясь фоновой музыкой, и не впадая в категорию dub/chillout, это действительно IDM-альбом, который пытается звучать спокойно и уравновешенно, как эмбиент-работа.»
Оригинальный текст (англ.)The Airship is a nice taste of laid-back, relaxing music. Not quite limiting itself to background music and not falling into the dub/chillout category, it's really an IDM album that tries to sound as calm and level-headed as an ambient work.

## Список композиций
| №   | Название                           | Длительность |
| --- | ---------------------------------- | ------------ |
| 1.  | «Up Ship!»                         | 4:43         |
| 2.  | «Over Atlantic City»               | 4:50         |
| 3.  | «The Grand Staircase»              | 4:55         |
| 4.  | «Sunset Cruiser»                   | 7:28         |
| 5.  | «The Axial Catwalk»                | 4:24         |
| 6.  | «Of The Airship Academy»           | 3:32         |
| 7.  | «In The Control Car»               | 1:35         |
| 8.  | «Under The Glass Observation Dome» | 2:54         |
| 9.  | «Into The Gymnasium»               | 1:32         |
| 10. | «The Cargo Bay»                    | 3:18         |
| 11. | «Arrival at Sydney Harbour»        | 5:05         |
| 12. | «The Gentle Descent»               | 1:45         |
| 13. | «At Anchor»                        | 4:47         |